# خوسيه أماريا
خوسيه ألبرتو أماريا أيالا (بالإسبانية: José Alberto Amarilla Ayala) (ولد بتاريخ 23 فبراير 1985 في ريسيستينسيا) وهو لاعب كرة قدم أرجنتيني يلعب كلاعب وسط حاليا لنادي إنديبندينتي أف.بي.سي. [الإنجليزية].
لعب أماريا سابقا لسبورتيفو ريسيستينسا، في كولومبيا لكيوكوتا ديبورتيفو [الإنجليزية]، في البرازيل لسانتا هيلينا إسبورتي كلوبي [الإنجليزية] وفي البراغواي ل12 دي أكتوبري [الإنجليزية]، أتليتيكو 3 دي فبريرو [الإنجليزية] وأوليمبيا أسونسيون.

## روابط خارجية
- خوسيه أماريا على موقع قاعدة بيانات كرة القدم.إي يو (الإنجليزية)
- خوسيه أماريا على موقع Soccerway.com (الإنجليزية)